# Tuttenbrocksee
Der Tuttenbrocksee ist ein rekultivierter Badesee in Beckum. Er gehört zur Beckumer Seenlandschaft.

## Lage und Beschreibung
Der See liegt im Osten des Stadtteils Roland und im Norden von Beckum. Nördlich schließen sich die Seen Roland 1 und das Tagebaurestloch des Steinbruchs Friedrichhorst an. Südwestlich liegt der renaturierte Steinbruch Blaue Lagune. Im Ostteil des Sees befindet sich eine kleine Insel.

## Geschichte
Wie alle Seen der Beckumer Seenlandschaft entstand auch der Tuttenbrocksee aus einem ehemaligen Kalksteinbruch. Nach der wirtschaftlichen Nutzung wurde er komplett rekultiviert und 1993 als 31 Hektar großes Naherholungsgebiet übergeben.

## Tourismus und Sport
Heute befinden sich am und um den See herum Fuß- und Radwege, Liegewiesen, eine Wasserski-Anlage, ein Restaurant und weitere touristische Angebote.
In unmittelbarer Nähe zum See gibt es außerdem ein Freizeitzentrum mit Eventsaal und Indoorspielplatz.

In den Sommermonaten finden regelmäßig Veranstaltungen wie Outdoorkino oder Partys auf dem Gelände des Strandbades statt.
Bereits mehrfach wurden auf dem See nationale und internationale Meisterschaften im Wasserski und Wakeboardfahren ausgetragen.

## Sonstiges
Die Wasserqualität des Tuttenbrocksees ist als Ausgezeichnet gekennzeichnet.

## Bildergalerie

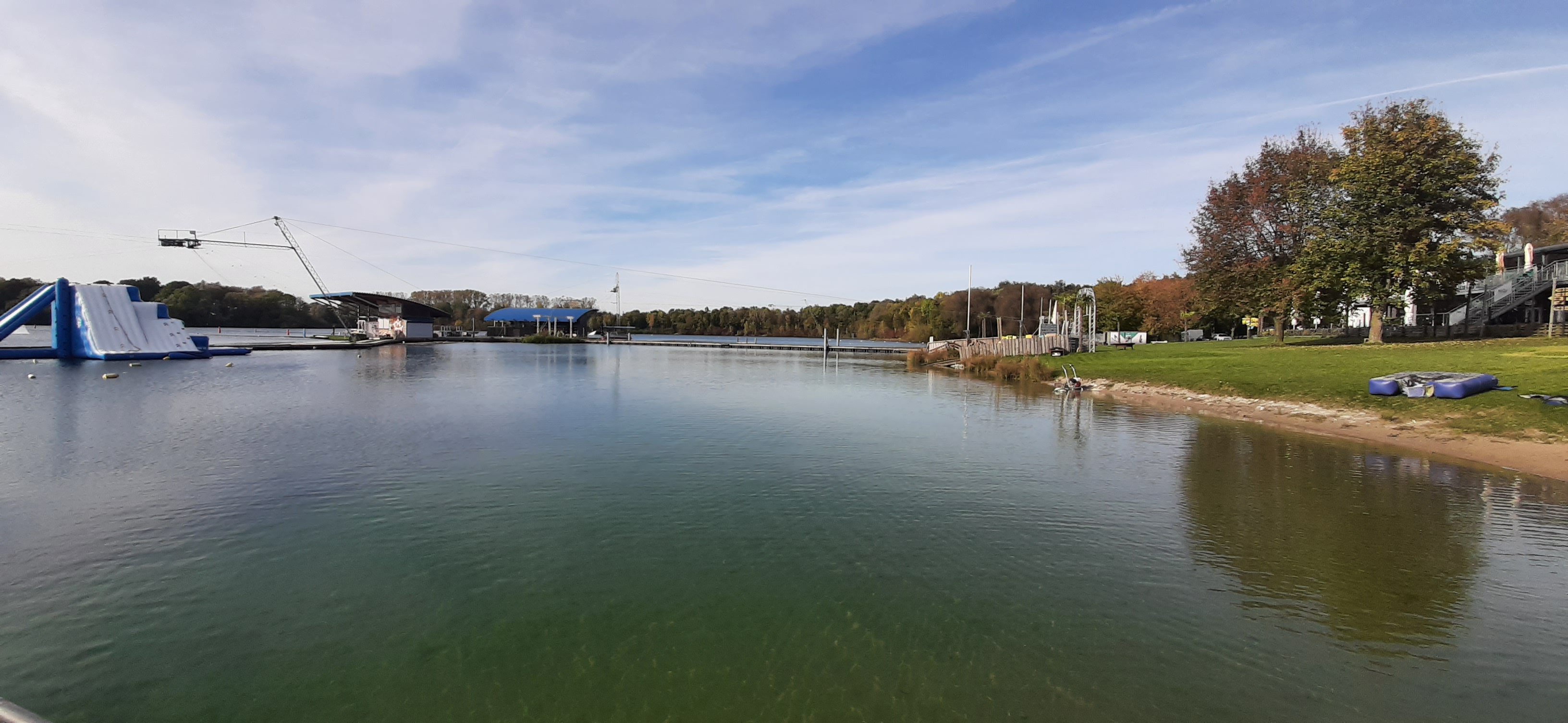
Liegewiese mit Aquapark
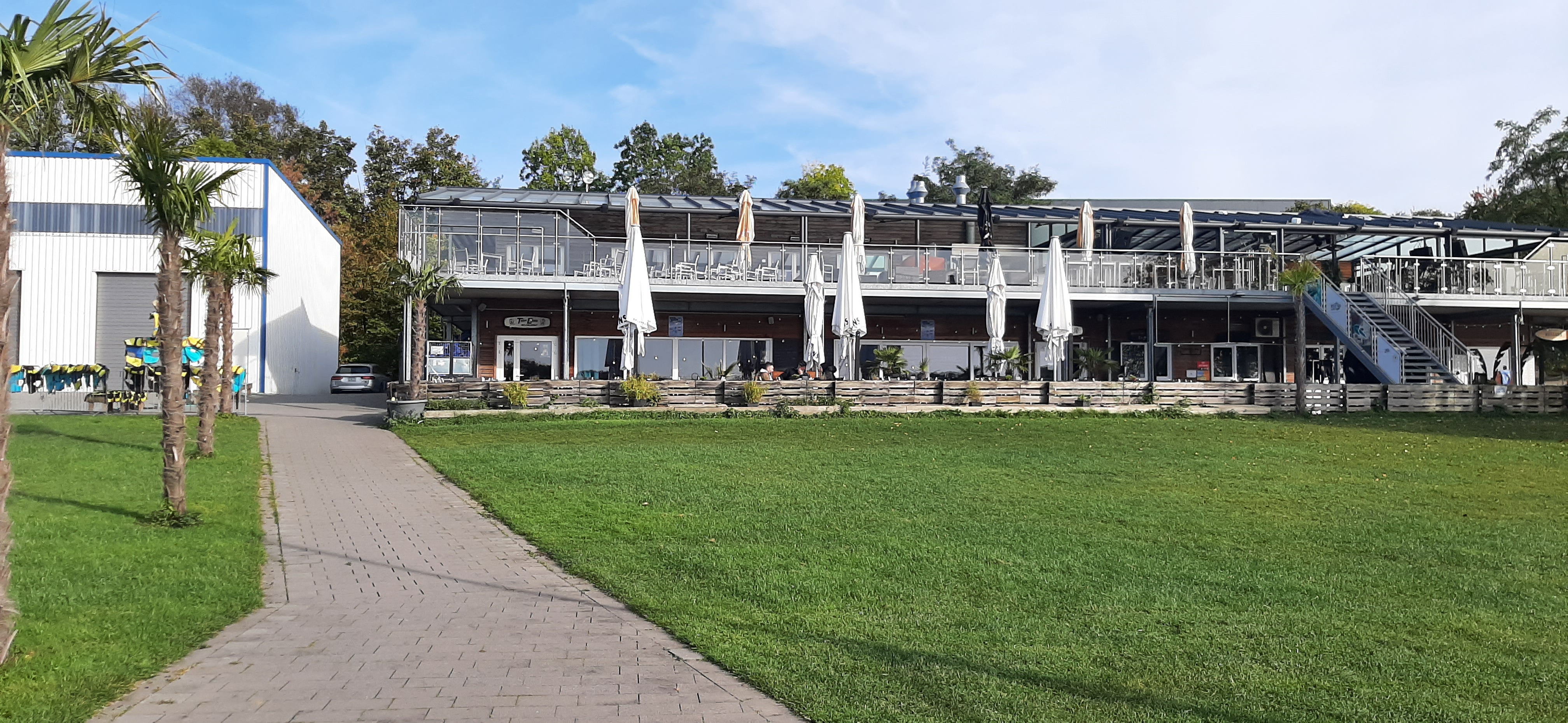
Restaurant mit Rooftop Bar
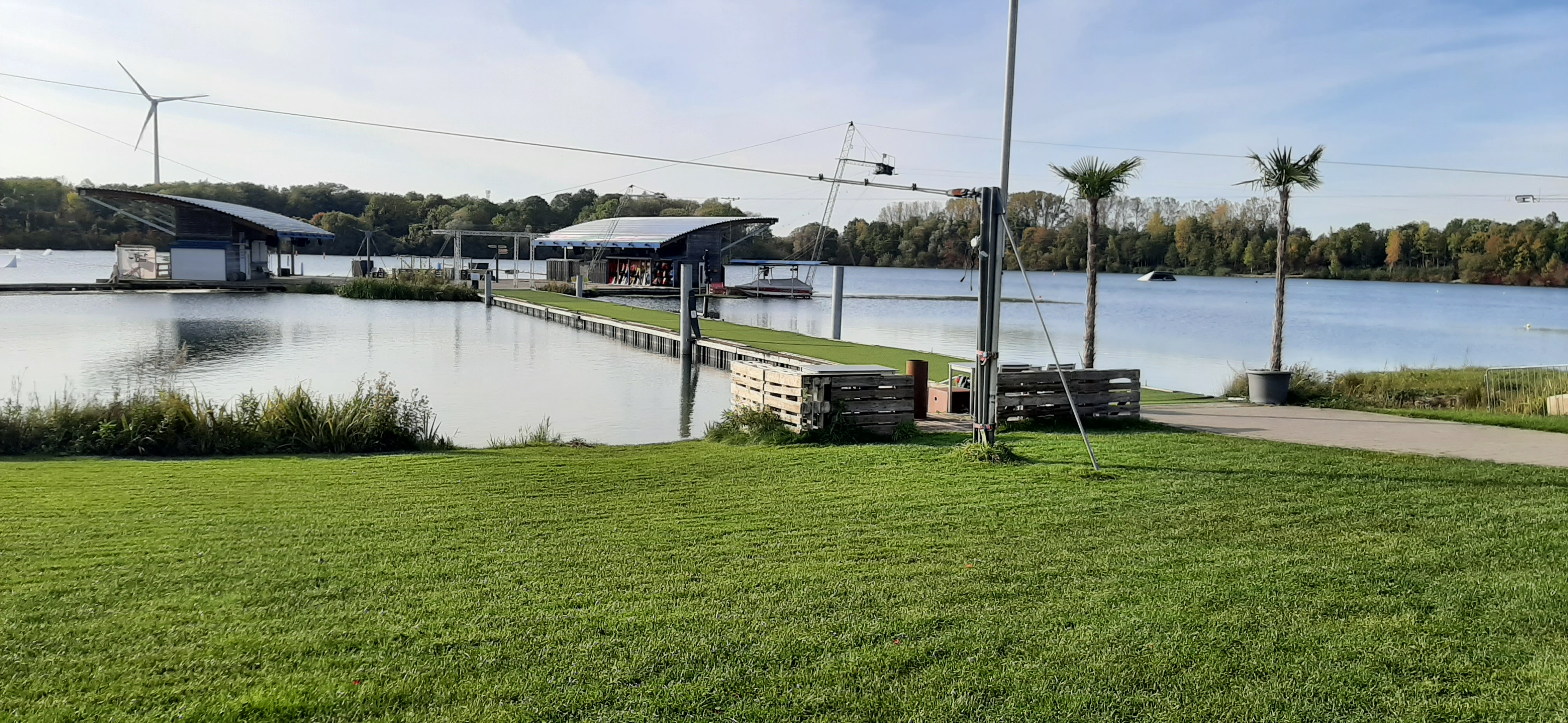
Wasserskianlage TwinCable
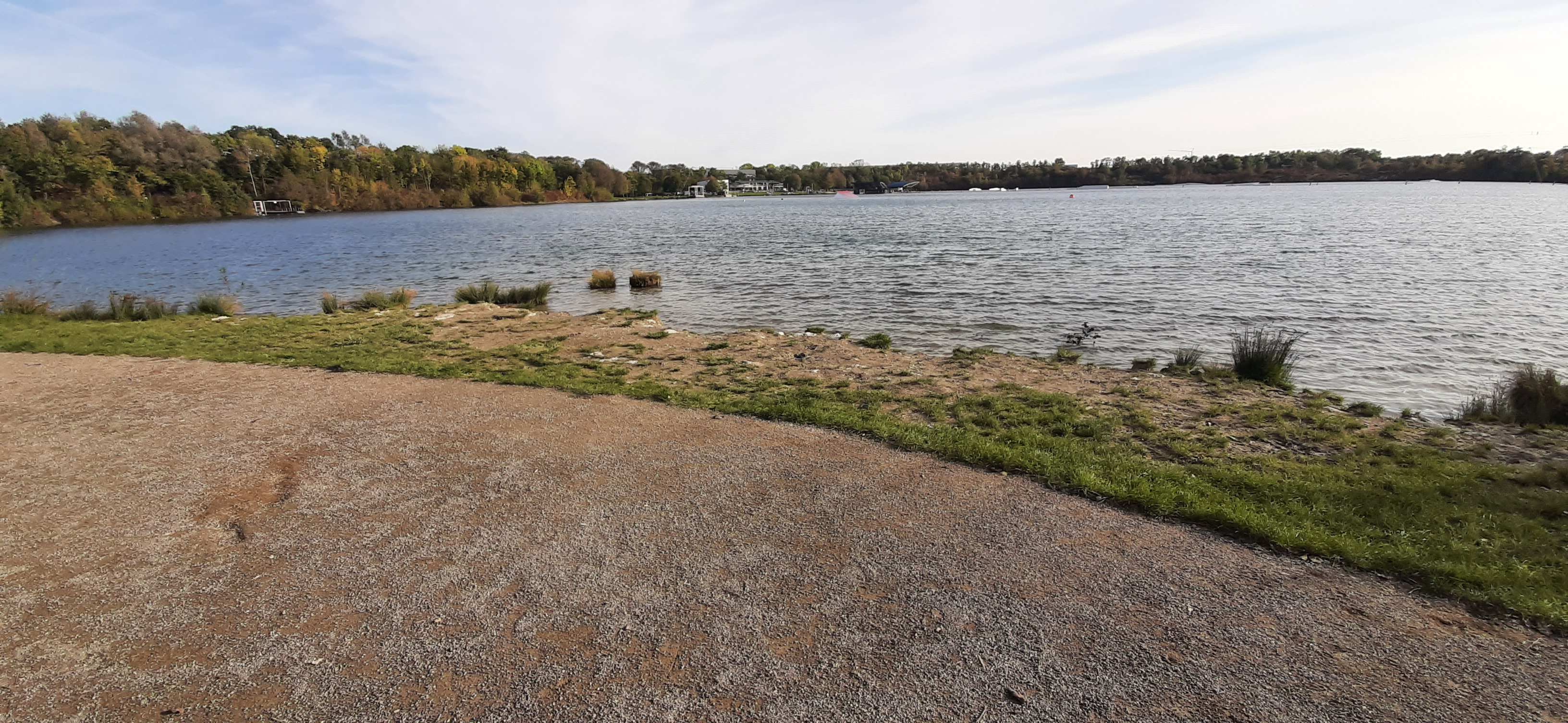
Hundebadestelle
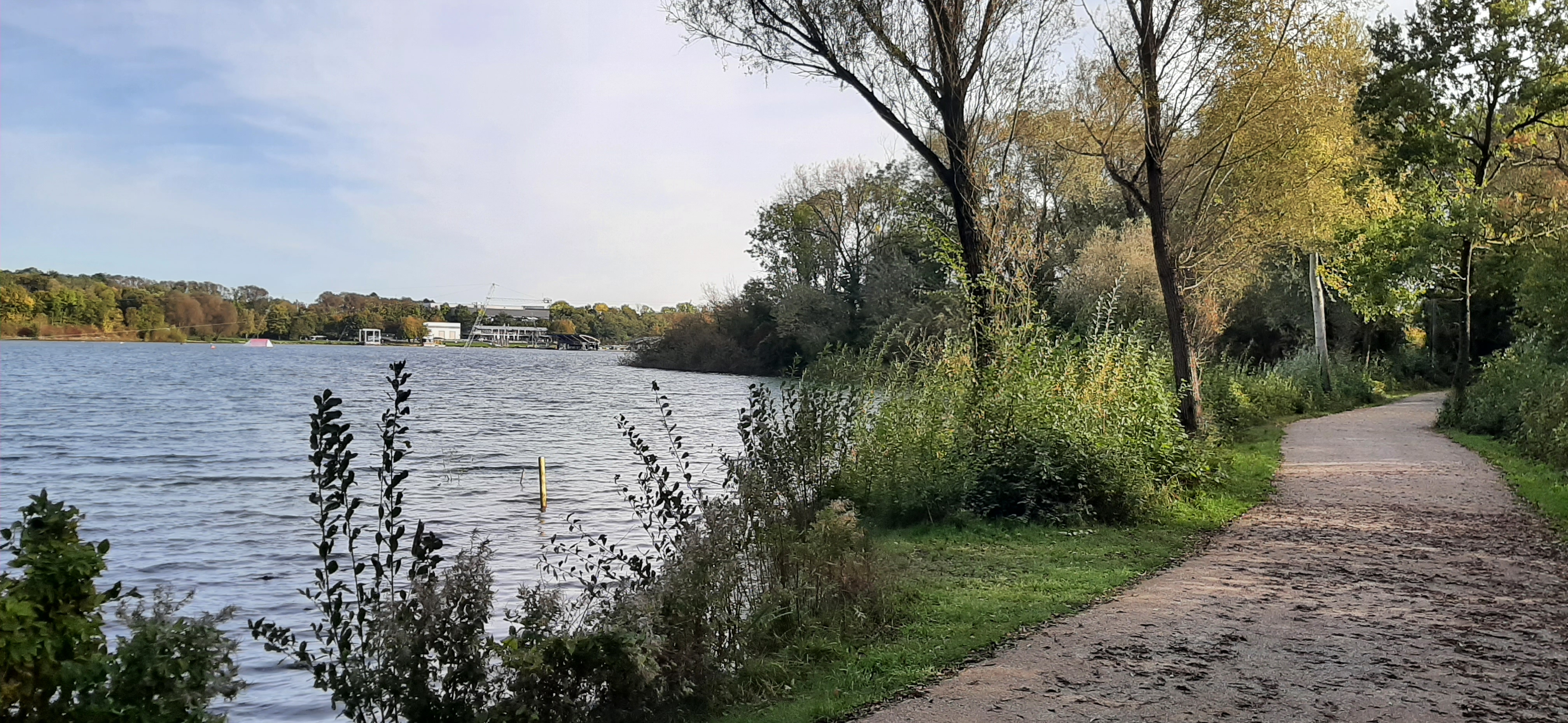
Rundweg um den See
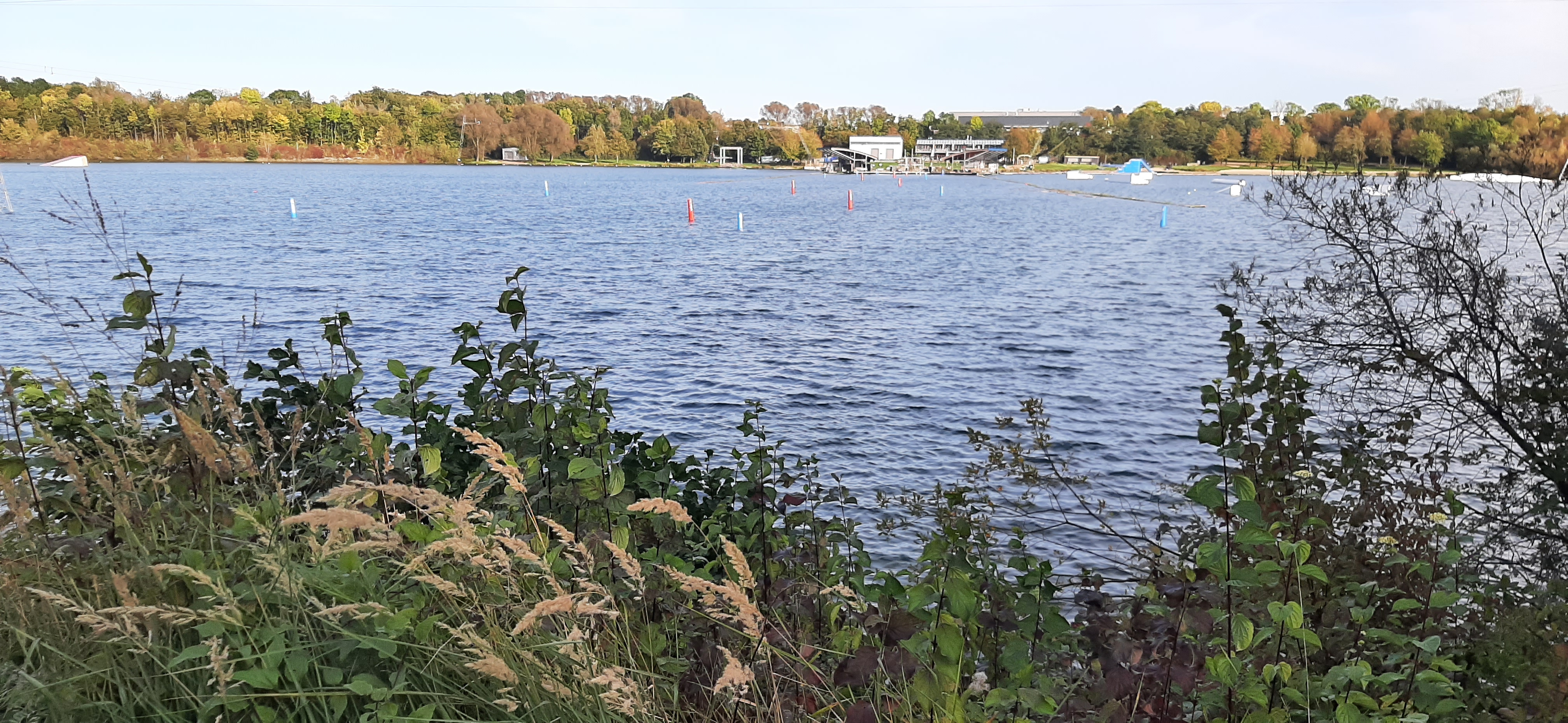
Blick auf Wasserskianlage und Freizeitzentrum (Hintergrund)
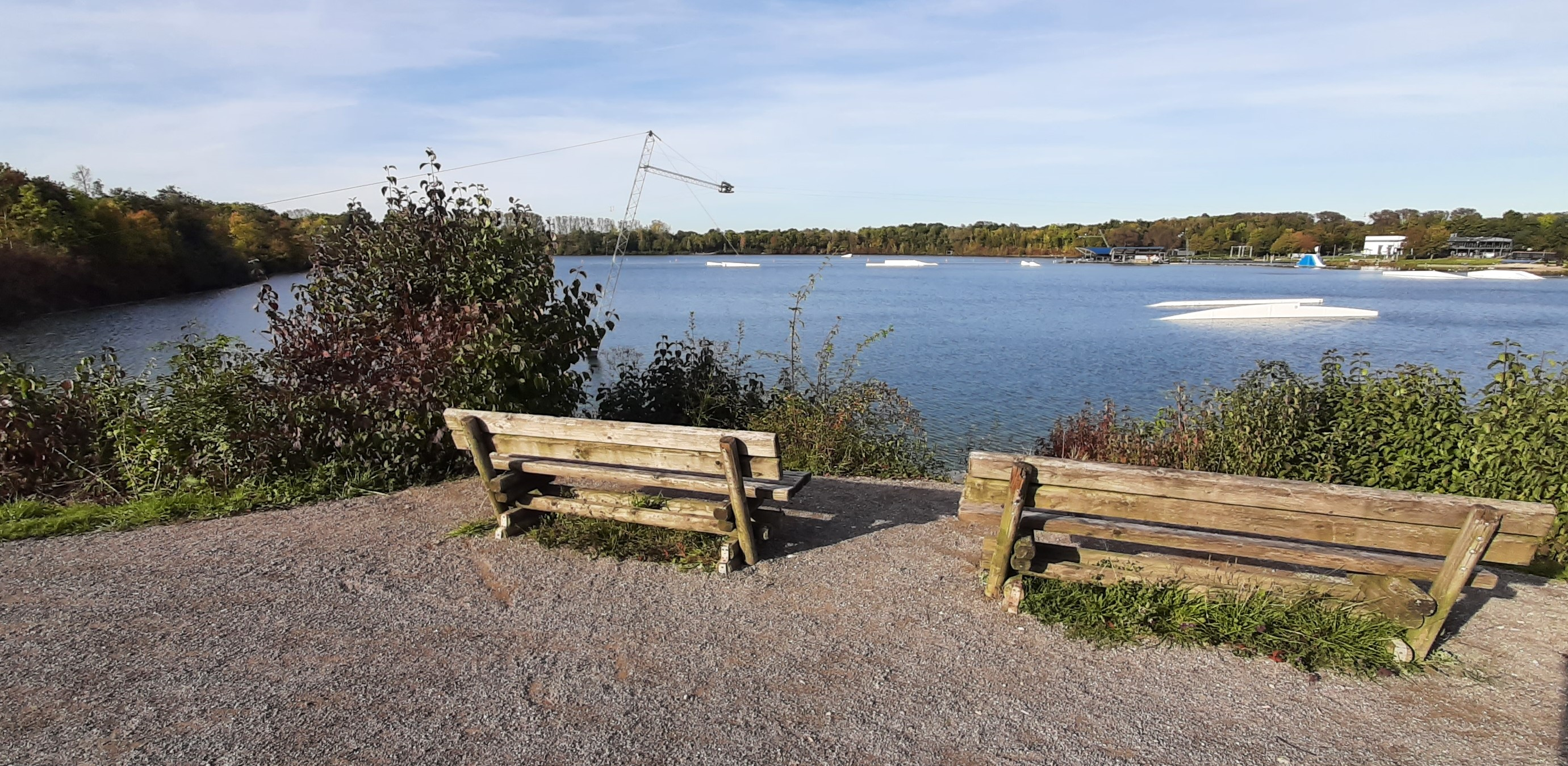
Panoramablick über den See
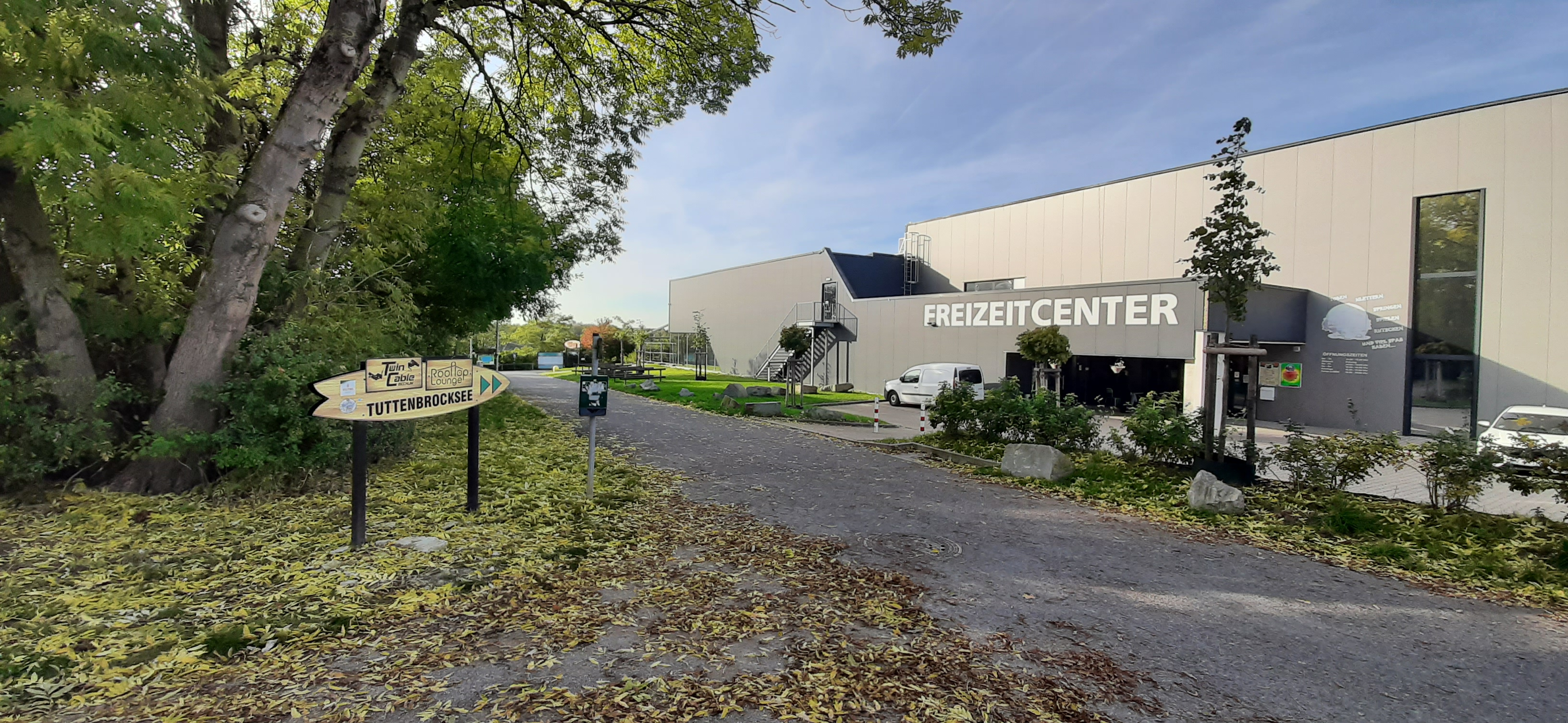
Freizeitzentrum am Tuttenbrocksee